# Карбелашвили, Давид
Давид Карбелашвили (род. 22 июня 1987, Гори) — грузинский самбист и дзюдоист, бронзовый призёр чемпионатов Грузии по дзюдо, серебряный (2010) и бронзовый (2015) призёр чемпионатов Европы по самбо, бронзовый призёр чемпионата мира по самбо 2014 года, бронзовый призёр Европейских игр 2015 года в Баку по самбо. В самбо выступал во второй средней весовой категории (до 90 кг). Был победителем (2007) и серебряным призёром (2008) первенств Европы среди юниоров по самбо и чемпионом мира среди юниоров по самбо (2008). Проживает в Гори.

## Соревнования по дзюдо
- Чемпионат Грузии по дзюдо 2009 года — ;
- Чемпионат Грузии по дзюдо 2010 года — ;
- Чемпионат Грузии по дзюдо 2011 года — ;